# 33 Brygada Artylerii Ciężkiej

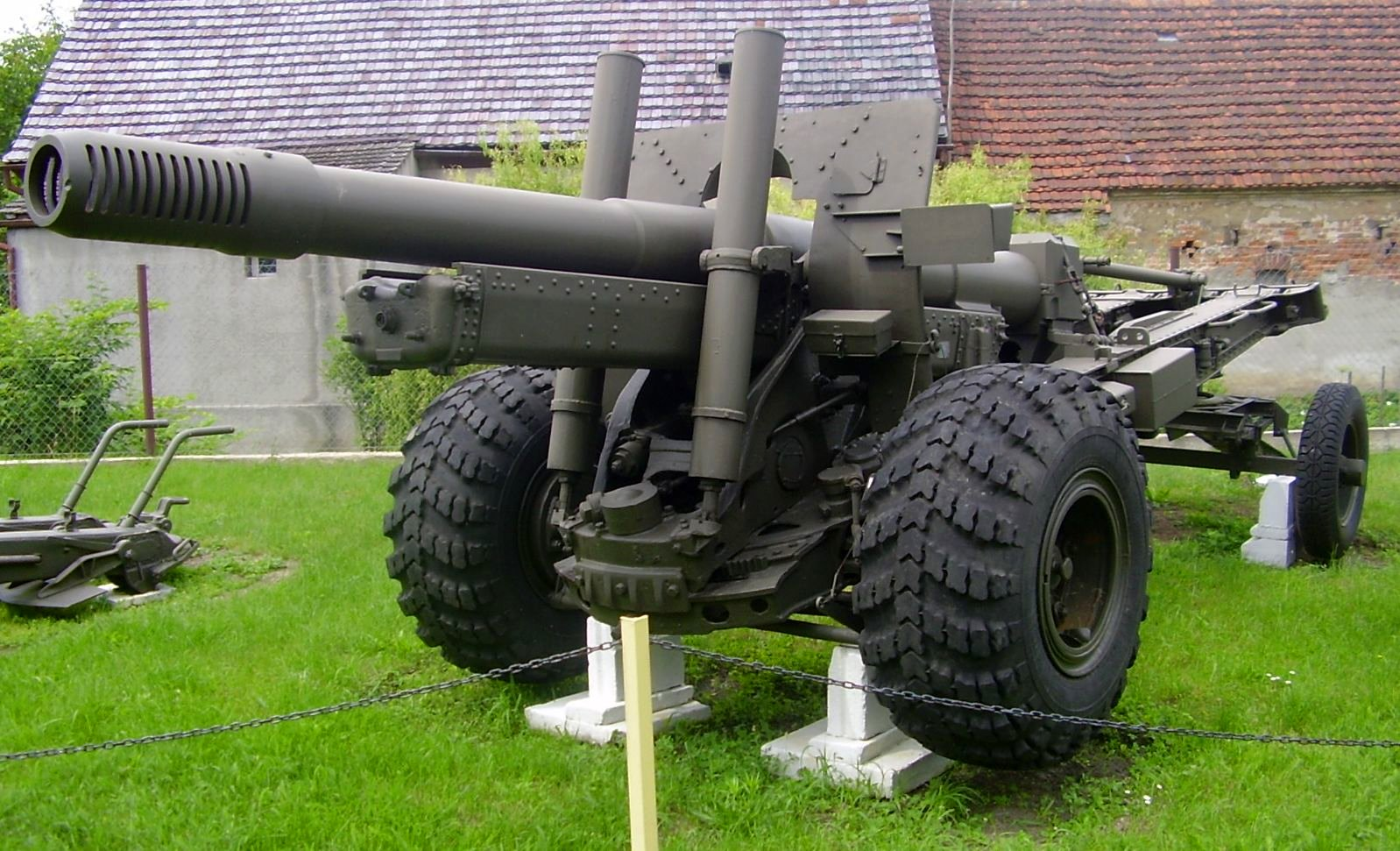
152 mm haubicoarmata wz. 1937 (MŁ-20)

33 Brygada Artylerii Ciężkiej (33 BAC) – związek taktyczny artylerii ciężkiej ludowego Wojska Polskiego.

## Formowanie i zmiany organizacyjne
W wyniku wprowadzenia planu przyśpieszonego rozwoju WP na lata 1951- 1953, wiosną 1951 roku, na bazie 67 pułku artylerii ciężkiej z 12 BAC sformowano w Inowrocławiu samodzielną 33 Brygadę Artylerii Ciężkiej.
We wrześniu 1955 roku została przemianowana na 33 Brygadę Artylerii Armat
Jesienią 1956 roku weszła w skład 5 Dywizji Artylerii Armat. Wiosną 1957 roku została rozwiązana.

## Skład organizacyjny
Dowództwo brygady – Inowrocław
- trzy dywizjony artylerii 
  - dwie baterie ogniowe